# Johannes Stoltz
Johannes Edvard Stoltz, född 30 december 1885 i Lund, död 24 maj 1951 i Löderup, Skåne, var en svensk präst. Han var far till kyrkoherde Ingmar Stoltz och konstnären Jette Stoltz.
Efter mogenhetsexamen i Lund 1903 fortsatte studierna och Stoltz avlade teoretisk teologisk examen och praktisk teologisk examen 1906. Han prästvigdes 1907 och var vice pastor i Mörrum, Norra Mellby och Arrie 1907–1908, kyrkoadjunkt i Malmö Sankt Pauli församling 1908–1917, kyrkoherde i Höja och Starby 1918, Löderup och Hörup från 1925. Han var predikant vid Gyllebo sjukhem från 1932 och blev prost över egna församlingen 1947.
Han var ordförande i kyrkostämmorna och i Löderups barnavårdsnämnd och biblioteksstyrelse, kassör i Hörups kyrko- och skolkassor, ledamot av ecklesiastik- och bostadsnämnden samt kontrollombud för Svenska kyrkans missionsstyrelse. Han var inspektor vid Ystads högre allmänna läroverk från 1945. Han blev ledamot av Vasaorden 1945.
Johannes Stoltz var son till kyrkoherde Emil Mauritz Stoltz och Bertha Augusta Lundberg. Stoltz var från 1914 gift med Karin Gerle (1890–1974), dotter till hemmansägaren Georg Morgan Leopold Gerle och Ellen Maria Sofia Paterson. De hade barnen Ingmar (1915–1998), Bertil (1916–1990), Ella (1920–2013), Jette (1923–2010) och Jan-Erik (född och död 1928). Makarna Stoltz är begravna på Löderups kyrkogård.